# Exosoziologie
Exosoziologie (auch Exo-Soziologie, Astrosoziologie, Xenosoziologie, jeweils Zusammensetzung aus exo- (außer-, außen-), astro- (stern-), xeno- (fremd-, auswärtig-) und Soziologie) ist die Bezeichnung verschiedener soziologischer Forschungsrichtungen, die sich – unter der Annahme, dass es außerirdisches Leben mit wissenschaftlich-technischer Organisation gibt – mit den Entstehungsbedingungen und möglichen Eigenschaften solcher unbekannten extraterrestrischen Zivilisationen, möglichen Kontaktszenarien und deren Konsequenzen befassen. Zu den weiteren Themen dieser Forschungsrichtungen zählen die Bedingungen menschlichen Zusammenlebens in künftigen Raumkolonien und die Auswirkungen von Weltraumfahrt und Weltraumforschung auf die menschliche Gesellschaft.

## Geschichte
Der erste Sammelband, der sich als Beitrag zur Exosoziologie verstand, erschien 1969 in Moskau und dann 1971 in einer englischen Übersetzung des NASA-Übersetzungsdienstes.  Der Herausgeber, der sowjetische Astrophysiker Samuil A. Kaplan (1921–1978), definierte Exosoziologie in der Einleitung in Analogie zur Exobiologie: Gegenstand der Exobiologie sei die Entstehung und Evolution von Leben unter extraterrestrischen Bedingungen, während die Exosoziologie die Entstehung und Entwicklung intelligenter Zivilisationen unter solchen Bedingungen zu untersuchen habe, und zwar einerseits durch die Auswertung von Daten über Entstehung und Wachstum der irdischen Zivilisation, zum anderen aber in Zukunft auch durch die Auswertung von Daten des SETI-Programms.
Der amerikanische Philosoph und Germanist Lewis White Beck (1913–1997) diskutierte in einem Aufsatz von 1971 den wissenschaftstheoretischen und erkenntnistheoretischen Status von Exo-Wissenschaften und nannte hierbei, bereits in Kenntnis von Kaplans Projekt, auch die Exosoziologie. Von dieser könne gelten, was Peter Winch zur Anthropologie formulierte: „Eine andere Lebensweise ernsthaft zu erforschen, heißt notwendigerweise, unsere eigene Lebensweise zu erweitern – und nicht etwa nur, jene andere Lebensweise in die bereits geltenden Grenzen unserer eigenen einzuordnen.“ Den Gewinn sah Beck nicht darin, terrestrische Befunde für extraterrestrische Zivilisationen zu verallgemeinern, sondern abstraktere Modelle zu entwerfen, innerhalb derer die terrestrischen Verhältnisse als spezifische Ausprägungen allgemeinerer Prinzipien zu verstehen seien. Auf diese Weise könnten Hypothesen über Situationen anderswo als auf der Erde neues Licht auf unsere irdische Situation werfen, während die Verallgemeinerung terrestrischer Befunde bestenfalls schwache und unsichere Einsichten in extraterrestrische Verhältnisse erbringen könne.
Als Beitrag von anthropologischer Seite  erschien 1974 der Sammelband Cultures Beyond the Earth, hervorgegangen aus Beiträgen der Vorjahreskonferenz der American Anthropological Association. Der Schwerpunkt lag hierbei nicht auf der Gewinnung oder Vorwegnahme von Erkenntnissen über die Beschaffenheit außermenschlicher („non-human“) Zivilisationen, sondern auf der Untersuchung von Auswirkungen, die aus der Kolonisierung des Weltraums und aus interkulturellen Kontakten mit wesentlich anderen Kulturen für die menschliche Gesellschaft zu gewärtigen seien. Was schon der von der NASA beauftragte Brookings Report 1961 zu bedenken gegeben hatte, nämlich die historische Erfahrung von Gesellschaften, für die der Erstkontakt mit fremden Kulturen zur Desintegration oder Anpassung der eigenen Kultur geführt hatte, führte dann als Risikoszenario in den 1980er-Jahren auch zu praktischen Experimenten in Form von Rollenspielen, die zur praktischen Vorbereitung und Gewinnung von Erkenntnissen über die „human response“ auf solche Erstkontakte dienen sollten.
1983 entwarf dann auch der an der Universität von Hawaii lehrende Soziologe Jan H. Mejer in einem Zeitschriftenaufsatz „Exo-Soziologie“ als eine neue Disziplin, die sich damit beschäftigen sollte,
1. wie „Fremdheit“ gesellschaftlich konstruiert wird, und was sich daraus für das künftige Verständnis außerirdischer Fremder ableiten lasse
2. wie irdische, insbesondere soziologische Wissenschaft etwas über die Verfasstheit außerirdischer Gesellschaften im Fall ihrer Entdeckung in Erfahrung bringen könne

Das Projekt Mejers blieb ohne praktische Folgen für den Wissenschaftsbetrieb, wurde jedoch in jüngerer Zeit modifiziert wieder von dem Politikwissenschaftler und Soziologen Michael Schetsche auf die Tagesordnung gebracht.
In der amerikanischen Forschung trat besonders der Soziologe Jim Pass seit 2003 für eine von ihm in „Astrosociology“ umbenannte Forschung ein, deren Gegenstandsgebiet er dabei eingrenzt auf die Wechselwirkungen zwischen der Gesellschaft und ihren „astrosozialen Phänomenen“, letztere definiert als die Gesamtheit aller gesellschaftlichen Phänomene, die direkt oder indirekt in einer Beziehung zur Raumfahrt oder zu einer der Raumwissenschaften stehen.